# Bob Craig
Robert Robertson (Bob) Craig (Sydney, 1 september 1881 - Petersham, 5 maart 1935) was een Australisch rugbyspeler.

## Carrière
Tijdens de Olympische Zomerspelen 1908 werd hij met de Australazië-ploeg olympisch kampioen. Craig speelde als tweede rijer.

## Erelijst

### Met Australazië
- Olympische Zomerspelen:  1908